# Paweł Steczek
Paweł Steczek – muzyk zespołu Button Hackers, kompozytor, absolwent Akademii Muzycznej w Katowicach. Paweł Steczek jest autorem muzyki do inscenizacji teatralnych i filmowych. Współpracował z TVP1, TVP2, TV Polonia.
W 2006 roku na Festiwalu Jedynki w Sopocie jego piosenka "Między nami" zajęła I miejsce, a w konkursie międzynarodowym tego festiwalu zdobyła II miejsce. Kompozytor piosenki "Nadzieja to my", wykonywanej przez czołowych młodych artystów polskiej sceny – ostatnio piosenka wykonana na wielkim koncercie w Częstochowie zorganizowanym przez TVP1 na rzecz poszkodowanych w katastrofach – posłużyła jako motyw przewodni koncertu.
Autor muzyki do cyklu filmowego "Flota Duchów" dla Discovery. Napisał muzykę do spektaklu muzycznego "Romeo i Julia" (William Szekspir) w reż. Cezarego Domagały. Współpracował z Agnieszką Holland w filmie nominowanym do Oscara "W Ciemności" – akordeon solo 2011 r. Autor muzyki do filmu dokumentalnego o Tomaszu Majewskim "Tak się robi historię" 2013 r. Współzałożyciel zespołu Medulla-Thrills – płyta wydana w 2012 r. Współpracował z Lakshminarayana Subramaniam – uznanym indyjskim skrzypkiem, kompozytorem i dyrygentem – fortepian i akordeon solo; Alvernia Studios w Nieporazie – 2013 r. Brał udział w nagraniach albumu Acoustic – 8 Filmów zespołu Kat.

## Galeria

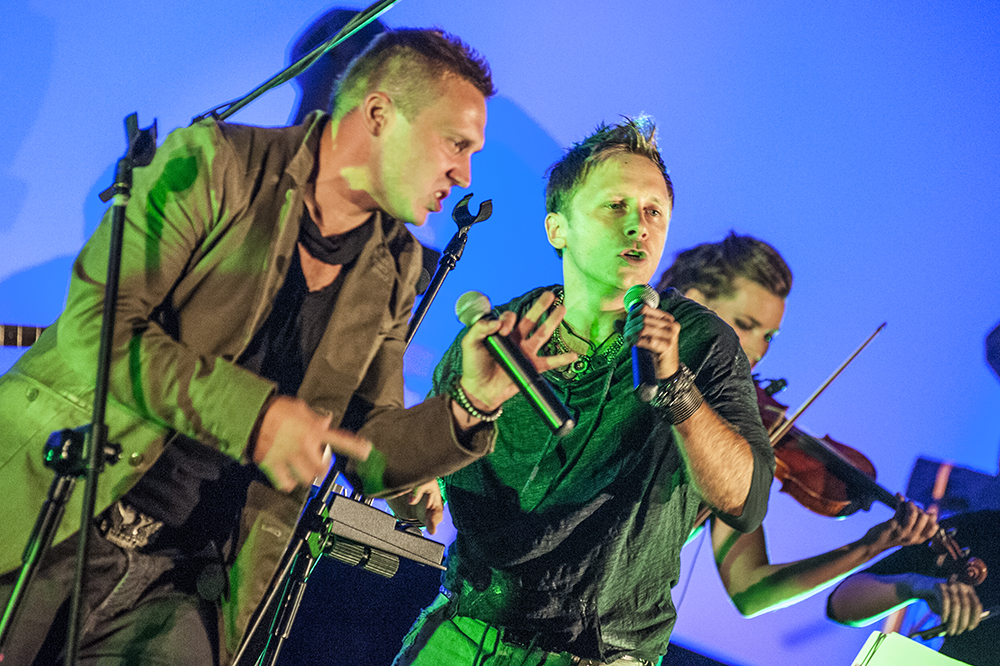
Paweł Steczek z bratem Piotrem, zespół Medulla, Warszawa, sierpień 2012 r.
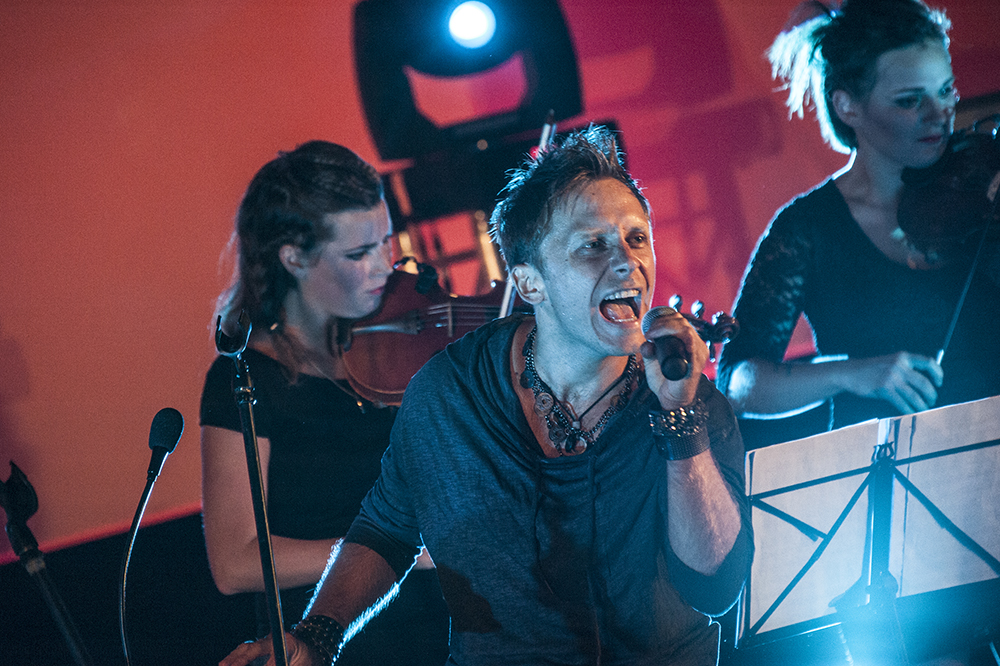
Paweł Steczek, projekt Medulla z zespołem AUKSO, Warszawa, 2012 r.
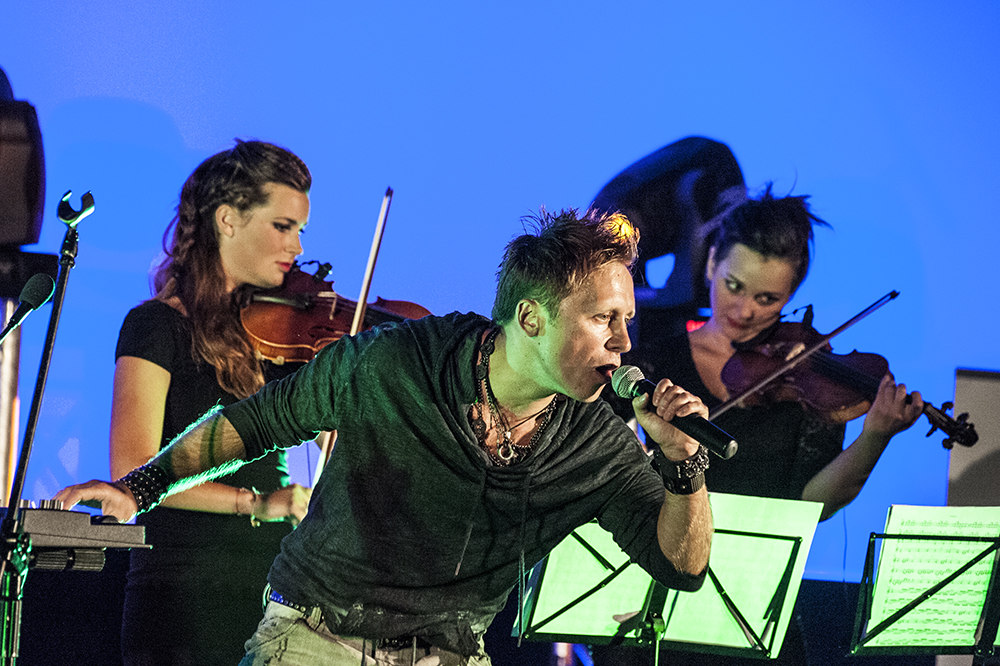
Paweł Steczek - śpiew i klawisze.
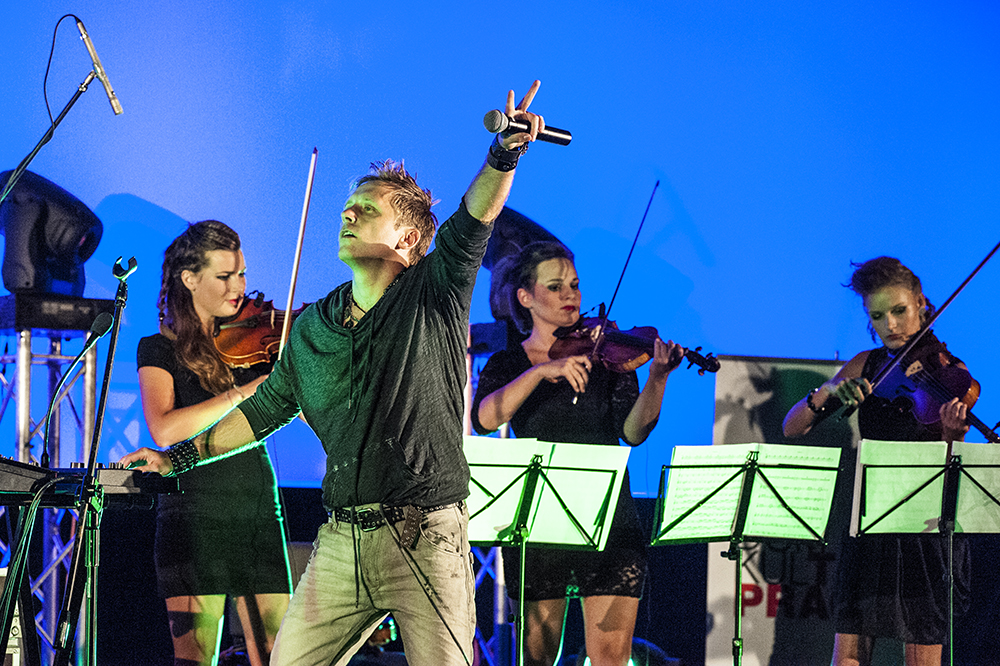
Paweł Steczek - klawisze, wraz z zespołem AUKSO.
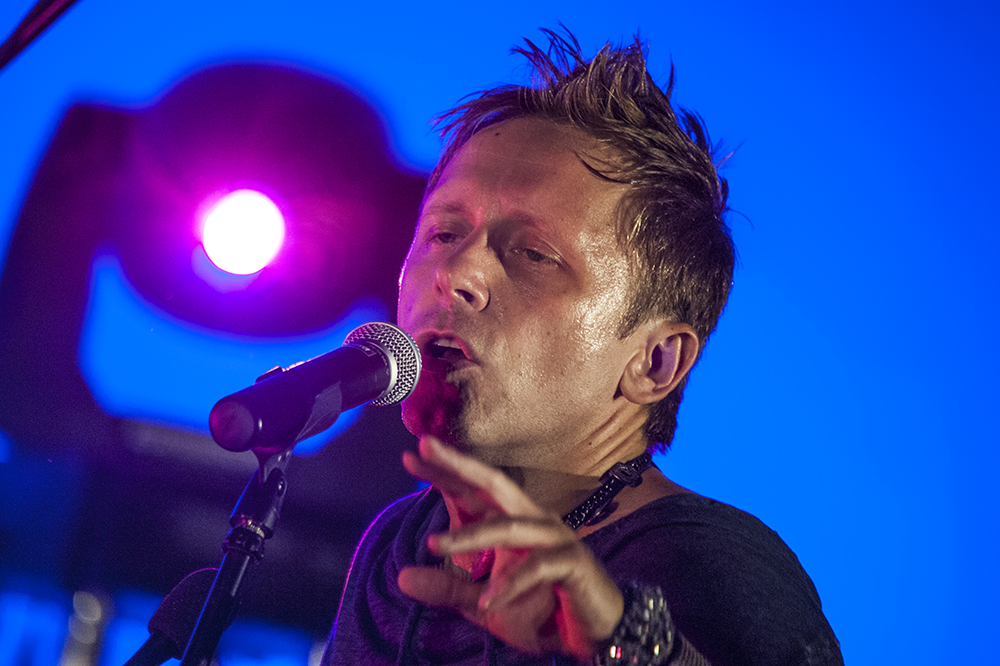
Paweł Steczek jako wokalista.
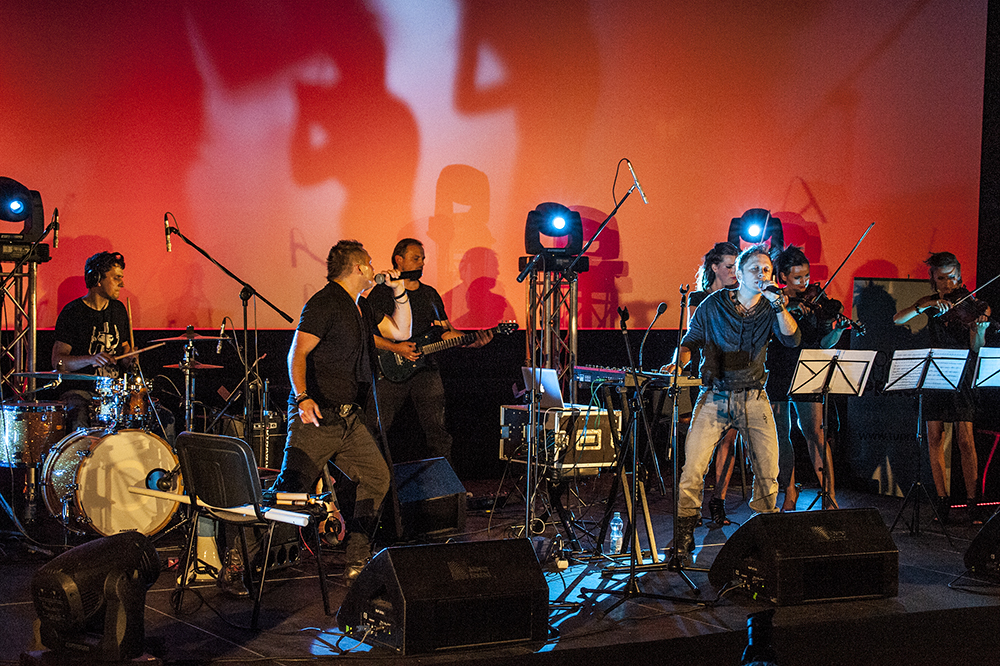
Bracia Steczek z zespołem AUKSO.
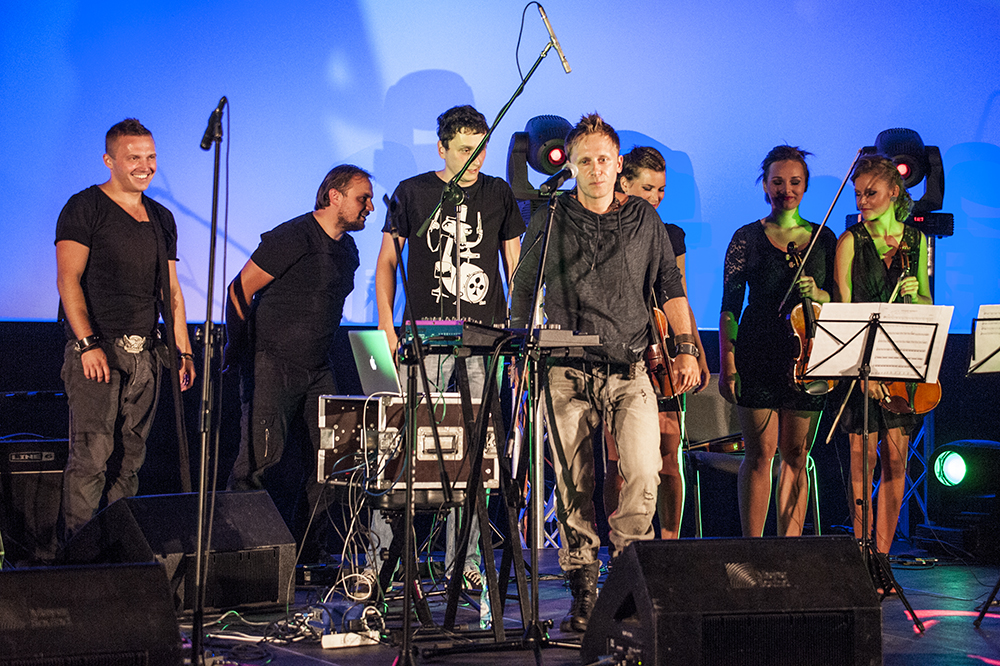
Finał występu na festiwalu Fre3JazzDays w Warszawie, sierpień 2012 r.